# Pier Christiaanssleat
Le Pier Christiaanssleat (en néerlandais, Pier Christiaansloot) est un canal (littéralement le fossé) néerlandais de la Frise.

## Situation
Ce canal rectiligne est entièrement situé dans la commune de De Friese Meren. Il relie la rivière de Tsjonger (ou Kuinder) au lac de Tsjûkemar. Le canal forme la limite entre les deux villages de Delfstrahuizen, au nord-est et Echtenerbrug, au sud-ouest. À mi-chemin du canal, le Klynsmafeart part vers le sud-ouest.
Depuis le 15 mars 2007, le nom frison de Pier Christiaanssleat est le nom officiel du canal qui s'appelait avant cette date Pier Christiaansloot en néerlandais.

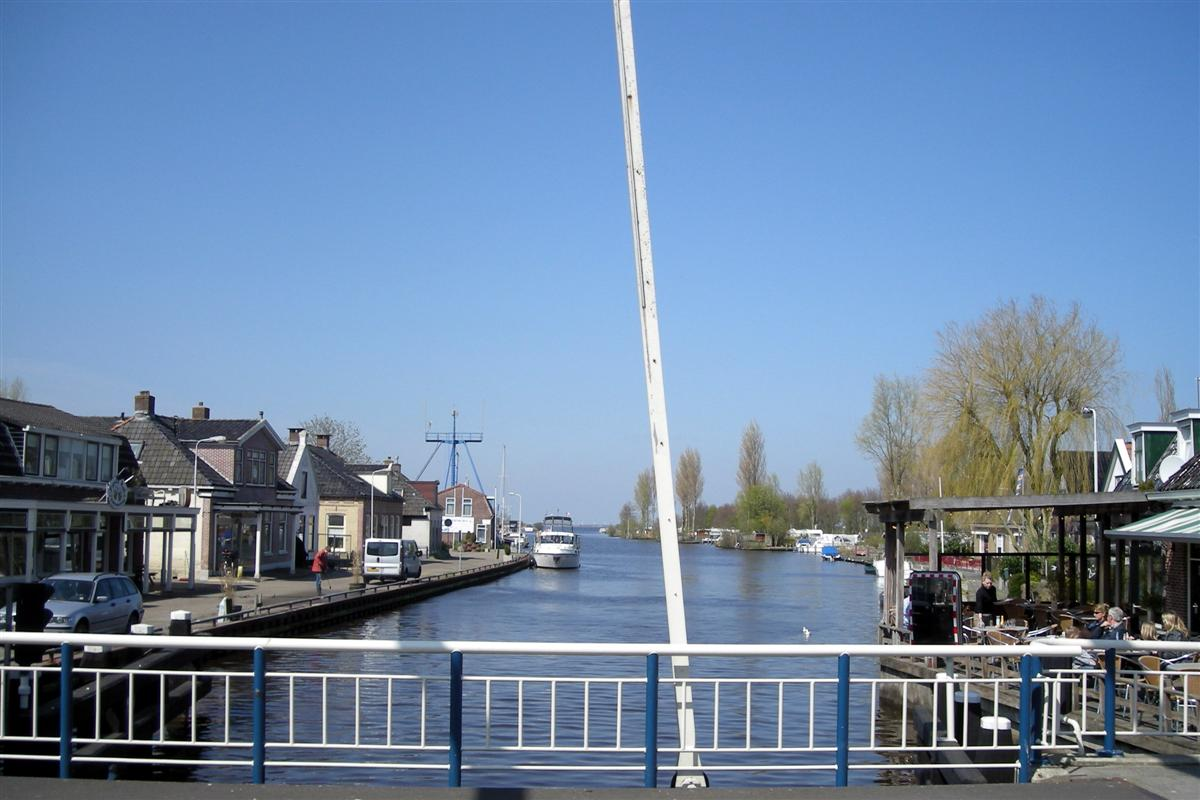
Vue depuis le pont vers le Tsjûkemar

## Source
- (fy) Cet article est partiellement ou en totalité issu de l’article de Wikipédia en frison occidental intitulé « Pier Christiaanssleat » (voir la liste des auteurs).